# Nightlife
Pour les articles homonymes, voir Nightlife (homonymie).
Albums de Thin Lizzy
Vagabonds of the Western World
(1973) Fighting
(1975)
Singles
1. Philomena
Sortie : 25 octobre 1974
2. Showdown
Sortie : 1974 (USA uniquement)
3. It's Only Money
Sortie : 1974 (Allemagne uniquement)

Nightlife est le quatrième album studio du groupe de rock irlandais Thin Lizzy. Il est sorti en novembre 1974 sur le label Vertigo Records en Europe et Mercury Records en Amérique du Nord.

## Historique
Après le départ d'Eric Bell, début 1974, Thin Lizzy fait appel à Gary Moore pour ses tournées irlandaise et anglaise. Gary enregistra aussi trois nouvelles chansons , dont le single Little Darling , une version de It's Only Money et la chanson Still in Love with You qui figure sur cet album, avant de quitter le groupe fin avril 1974. La tournée allemande fut effectuée avec deux nouveaux guitaristes, Andy Gee (qui avait accompagné Peter Bardens) et John Du Cann (ex - Atomic Rooster).
Alors que Phil Lynott et Brian Downey, devant le peu de succès, pensaient sérieusement à dissoudre le groupe, Downey quitta d'ailleurs momentanément le groupe, deux nouveaux guitaristes furent engagés. Il s'agit du californien Scott Gorham et de l'écossais, Brian Robertson, ce dernier est âgé de dix huit ans à peine lorsqu'il rejoint Thin Lizzy.
À cette époque, le groupe n'avait plus de maison de disque, le deal avec Decca étant arrivé à sa fin. Phonogram leur offre un contrat et le groupe peut entrer en studio pour enregistrer son quatrième album.  Les Studios Trident dans le quartier de Soho, Londres furent loués et le groupe s'y installa en septembre 74. Des overdubs furent aussi effectuées dans les Studios Saturn à Worthing dans le Sussex de l'Ouest. L'album sera produit par Phil Lynott et Ron Nevison dont c'est le premier album en tant que producteur, et qui s'occupe aussi du mixage.
Cet album n'est pas encore du hard rock, le groupe se cherche encore un peu. Seul Sha la la est dans la veine des compositions des albums suivants. Le rock du groupe est léger et doux (She Knows, Banshee), parfois funky (It's Only Money), parfois jazzy (Night Life, Showdown) ou d'inspiration celtique (Philomena). Mais les duos de guitares harmonisées qui feront le son "Thin Lizzy" sont déjà bien présents.
La pochette de l'album est l'œuvre de l'artiste irlandais Jim Fitzpatrick. Si la panthère noire sur la pochette peut faire penser à une référence à Phil Lynott, en réalité il n'en est rien. Fitzpatrick voulait en fait rendre un hommage silencieux aux militants afro-américains, tel Martin Luther King, Malcolm X ou le Black Panther Party qui luttaient pour les droits civiques des Noirs aux États-Unis

## Liste des titres

### Version originale
Face 1
Toutes les chansons sont écrites et composées par Phil Lynott, sauf She Knows par Lynott et Scott Gorham et Sha La La, par Lynott et Brian Downey.
| No | Titre                  | Durée |
| -- | ---------------------- | ----- |
| 1. | She Knows              | 5:13  |
| 2. | Night Life             | 3:57  |
| 3. | It's Only Money        | 2:47  |
| 4. | Still in Love with You | 5:40  |
| 5. | Frankie Carroll        | 2:02  |

Face 2
| No  | Titre      | Durée |
| --- | ---------- | ----- |
| 6.  | Showdown   | 4:32  |
| 7.  | Banshee    | 1:27  |
| 8.  | Philomena  | 3:41  |
| 9.  | Sha La La  | 3:27  |
| 10. | Dear Heart | 4:35  |

## Composition du groupe
- Phil Lynott – chant, basse, guitare acoustique
- Scott Gorham – guitares
- Brian Robertson – guitares
- Brian Downey – batterie, percussions

invités
- Gary Moore – guitare solo sur Still in Love with You
- Frankie Miller – chant sur Still in Love with You
- Jean Roussel – Claviers sur les titres 5, 6 & 10
- Jimmy Horowitz: cordes sur les titres 1, 5 & 10